# محمدامین اسدی
محمدامین اسدی (زادهٔ ۳ دی ۱۳۷۷ در قم ) بازیکن فوتبال اهل ایران است که در پست مهاجم برای باشگاه نیروی زمینی تهران بازی می‌کند.

## سابقه باشگاهی
اسدی در تابستان سال ۱۳۹۶ با نظر برانکو ایوانکوویچ از تیم پایه پرسپولیس به تیم بزرگسالان پرسپولیس پیوست.
محمد امین اسدی در ۲۱ دی ماه ۹۸ با قرارداد قرضی به مدت ۶ ماه به باشگاه نفت مسجد سلیمان پیوست.

## آقای گل
اسدی سابقه آقای گلی در لیگ امیدهای تهران را دارد با سابقه زدن۲۵ گل

## افتخارات
باشگاهی
- پرسپولیس
  - قهرمان لیگ برتر فوتبال ایران ۹۶–۱۳۹۵
  - قهرمان سوپر جام فوتبال ایران ۱۳۹۶
  - قهرمان لیگ برتر فوتبال ایران ۹۷–۱۳۹۶
  - قهرمان سوپر جام فوتبال ایران ۱۳۹۷
  - نایب قهرمان لیگ قهرمانان آسیا ۲۰۱۸
  - قهرمان لیگ برتر فوتبال ایران ۹۸–۱۳۹۷
  - قهرمان جام حذفی فوتبال ایران ۹۸–۱۳۹۷
  - قهرمان سوپر جام فوتبال ایران ۱۳۹۸